# Cryphia leucomelaena
Cryphia leucomelaena là một loài bướm đêm trong họ Noctuidae.